# Orlando Magic 2005-2006
La stagione NBA 2005-2006 fu la 17ª stagione della storia degli Orlando Magic che si concluse con un record di 36 vittorie e 46 sconfitte nella regular season, il 3º posto nell'Southeast Division e il 10º posto della Eastern Conference.
La squadra non riuscì a qualificarsi per i playoff del 2006.

## Draft
| Giro | Scelta | Giocatore                | Posizione  | Nazionalità | Università/Club     |
| ---- | ------ | ------------------------ | ---------- | ----------- | ------------------- |
| 1    | 11     | Fran Vázquez             | ala grande | Spagna      | Málaga (Spagna)     |
| 2    | 38     | Travis Diener            | playmaker  | Stati Uniti | Marquette           |
| 2    | 44     | Martynas Andriuškevičius | centro     | Lituania    | Žalgiris (Lituania) |

## Regular season
| Squadra            | V  | P  | %    |
| ------------------ | -- | -- | ---- |
| Miami Heat         | 52 | 30 | 63,4 |
| Washington Wizards | 42 | 40 | 51,2 |
| Orlando Magic      | 36 | 46 | 43,9 |
| Charlotte Bobcats  | 26 | 56 | 31,7 |
| Atlanta Hawks      | 26 | 56 | 31,7 |

## Playoff
Non qualificata

## Roster
| N° | Naz.                           | Ruolo | Sportivo          | Anno | Alt. | Peso |
| -- | ------------------------------ | ----- | ----------------- | ---- | ---- | ---- |
| 1  | Stati Uniti (bandiera)         | A     | Trevor Ariza      | 1985 | 203  | 91   |
| 2  | Stati Uniti (bandiera)         | GA    | Stacey Augmon     | 1968 | 198  | 93   |
| 3  | Stati Uniti (bandiera)         | G     | Steve Francis     | 1977 | 191  | 88   |
| 4  | Stati Uniti (bandiera)         | AC    | Tony Battie       | 1976 | 211  | 104  |
| 5  | Stati Uniti (bandiera)         | G     | Keyon Dooling     | 1980 | 191  | 89   |
| 8  | Stati Uniti (bandiera)         | A     | Pat Garrity       | 1976 | 206  | 108  |
| 9  | Stati Uniti (bandiera)         | G     | DeShawn Stevenson | 1981 | 196  | 95   |
| 12 | Stati Uniti (bandiera)         | C     | Dwight Howard     | 1985 | 211  | 109  |
| 13 | Stati Uniti (bandiera)         | C     | Kelvin Cato       | 1974 | 211  | 116  |
| 14 | Stati Uniti (bandiera)         | G     | Jameer Nelson     | 1982 | 183  | 86   |
| 15 | Turchia (bandiera)             | A     | Hidayet Türkoğlu  | 1979 | 208  | 100  |
| 30 | Porto Rico (bandiera)          | G     | Carlos Arroyo     | 1979 | 188  | 92   |
| 31 | Serbia e Montenegro (bandiera) | C     | Darko Miličić     | 1985 | 213  | 113  |
| 33 | Stati Uniti (bandiera)         | A     | Grant Hill        | 1972 | 203  | 102  |
| 34 | Stati Uniti (bandiera)         | G     | Travis Diener     | 1982 | 185  | 79   |
| 40 | Stati Uniti (bandiera)         | A     | Terence Morris    | 1979 | 206  | 100  |
| 41 | Croazia (bandiera)             | C     | Mario Kasun       | 1980 | 216  | 118  |
| 45 | Stati Uniti (bandiera)         | A     | Bo Outlaw         | 1971 | 203  | 95   |

## Staff tecnico
- Allenatore: Brian Hill
- Vice-allenatori: Randy Ayers, Mark Bryant, Tom Sterner, Morlon Wiley, Randy Wittman

### Arrivi/partenze
Mercato e scambi avvenuti durante la stagione:
Arrivi
| N° | Naz.                           | Ruolo | Sportivo      |  | Alt. |  |
| -- | ------------------------------ | ----- | ------------- |  | ---- |  |
| 1  | Stati Uniti (bandiera)         | AP    | Trevor Ariza  |  |      |  |
| 30 | Porto Rico (bandiera)          | P     | Carlos Arroyo |  |      |  |
| 31 | Serbia e Montenegro (bandiera) | C     | Darko Miličić |  |      |  |

Partenze
| N° | Naz.                   | Ruolo | Sportivo      |  | Alt. |  |
| -- | ---------------------- | ----- | ------------- |  | ---- |  |
| 3  | Stati Uniti (bandiera) | G     | Steve Francis |  |      |  |
| 13 | Stati Uniti (bandiera) | C     | Kelvin Cato   |  |      |  |